# آکراتوکنوس
آکراتوکنوس (نام علمی: Acratocnus) نام یک سرده از تیره بزرگ‌پنجگان است.